# Ramacca
Ramacca é uma comuna italiana da região da Sicília, província de Catania, com cerca de 10.460 habitantes. Estende-se por uma área de 304 km², tendo uma densidade populacional de 34 hab/km². Faz fronteira com Agira (EN), Aidone (EN), Assoro (EN), Belpasso, Castel di Judica, Lentini (SR), Mineo, Palagonia, Paternò, Raddusa.

## Demografia
| Variação demográfica do município entre 1861 e 2011                               |
|                                                                                   |
| Fonte: Istituto Nazionale di Statistica (ISTAT) - Elaboração gráfica da Wikipedia |